# Kanton Ivry-sur-Seine-Est
Der Kanton Ivry-sur-Seine-Est war von 1967 bis 2015 ein französischer Wahlkreis im Arrondissement Créteil, im Département Val-de-Marne und in der Region Île-de-France. Er bestand aus einem Teil der Stadt Ivry-sur-Seine.

## Bevölkerungsentwicklung
| 1990   | 1999   | 2010   | 2012   |
| ------ | ------ | ------ | ------ |
| 25.679 | 24.726 | 29.524 | 29.248 |